# Eurytion trichopus
Eurytion trichopus är en mångfotingart som beskrevs av Carl Graf Attems 1928. Eurytion trichopus ingår i släktet Eurytion och familjen storjordkrypare. Inga underarter finns listade i Catalogue of Life.